# 梅兰坊
梅兰坊是上海市黄浦区中部的一处新式石库门里弄，即黄陂南路596弄，北邻复兴中路，南邻合肥路。
梅兰坊包括70幢楼房，建于1930年。以业主吴梅溪、吴似兰命名。
梅兰坊被列为上海市第四批优秀历史保护建筑，属于衡山路-复兴路历史文化风貌区。